# Hellas Jet
Hellas Jet war eine griechische Charterfluggesellschaft mit Sitz in Athen und Basis auf dem Flughafen Athen-Eleftherios Venizelos.

## Geschichte

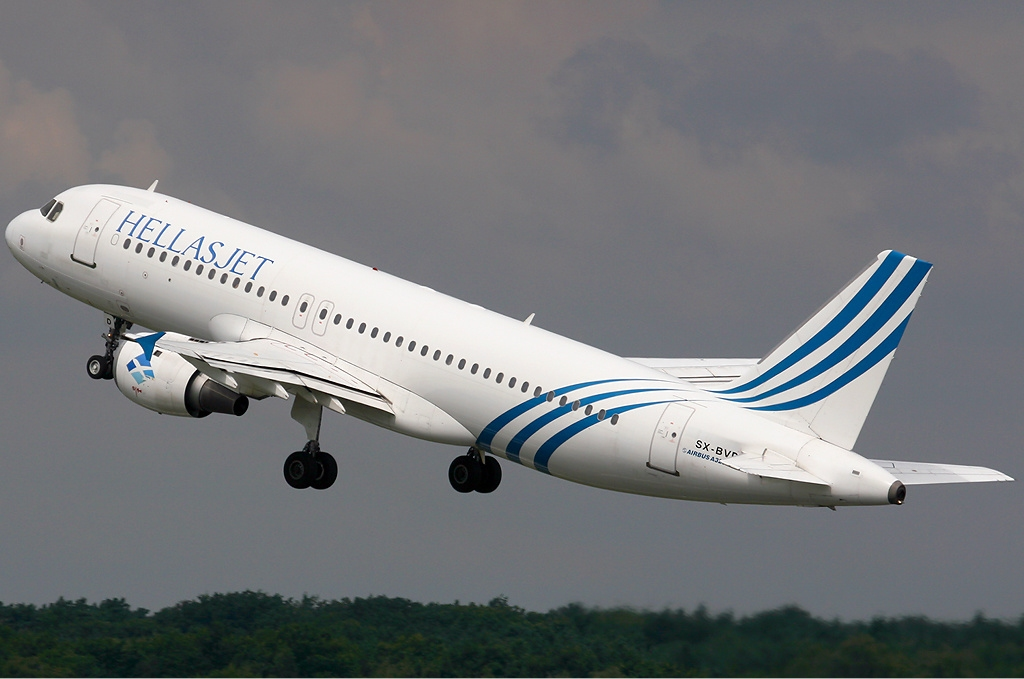
Ein A320 im älteren Design

Hellas Jet wurde im Jahr 2002 als Tochtergesellschaft der Cyprus Airways als Aktiengesellschaft gegründet. Ihr erster Flug hob am 24. Juni 2003 in Athen ab. Im ersten Jahr transportierte sie etwa 250.000 Passagiere auf 3855 Flügen (⌀ 64,85 Passagiere pro Flug).
Nach schweren Verlusten stellte Hellas Jet zum 10. Mai 2005 kurzfristig alle Flüge ein und teilte im Januar 2006 mit, sich neu auf das Chartergeschäft zu konzentrieren. Im August 2006 verkaufte Cyprus Airways ihre Anteile an Air Miles mit dem Ziel einer Wiederaufnahme des Flugbetriebs mit Airbus A320-200 im Wet-Lease.
Zwischen 2009 und 2010 stellte die Gesellschaft den Flugbetrieb mehreren Quellen gemäß endgültig ein, die verbleibenden Flugzeuge wurden an den Leasinggeber zurückgegeben. Eine A320-211 wurde nach einem Brand auf dem Flughafen Brüssel-Zaventem abgeschrieben und verschrottet (siehe Abschnitt Zwischenfälle). 

## Ziele
Hellas Jet flog zuletzt von Heraklion und Rhodos aus mehrere europäische Städte an.

## Flotte
Mit Stand September 2011 sind auf Hellas Jet keine Flugzeuge mehr registriert. Zuletzt wurden zwei Airbus A320-200 betrieben.

## Zwischenfälle
- Am 5. Mai 2006 kam es auf dem Flughafen Brüssel-Zaventem im Hangar 40 der Sabena Technics zu einem Brand, bei dem eine A320-211 der Hellas Jet mit dem Kennzeichen SX-BVB vollständig ausbrannte[2][3]